# 巴托 (喬治亞州)
巴托（英語：Bartow）是一個位於美國喬治亞州傑佛遜縣的城鎮。

## 地理
巴托的座標為32°52′52″N 82°28′20″W / 32.88111°N 82.47222°W，而該地的平均海拔高度為74米（即243英尺）。

## 人口
根據2010年美國人口普查的數據，巴托的面積為2.90平方千米，當中陸地面積為2.90平方千米，而水域面積為0.00平方千米。當地共有人口286人，而人口密度為每平方千米99人。